# Fidelity (Missouri)
Fidelity è un villaggio degli Stati Uniti d'America, situato nello Stato del Missouri, nella contea di Jasper.